# Friedrich Wilhelm von Wedel-Jarlsberg

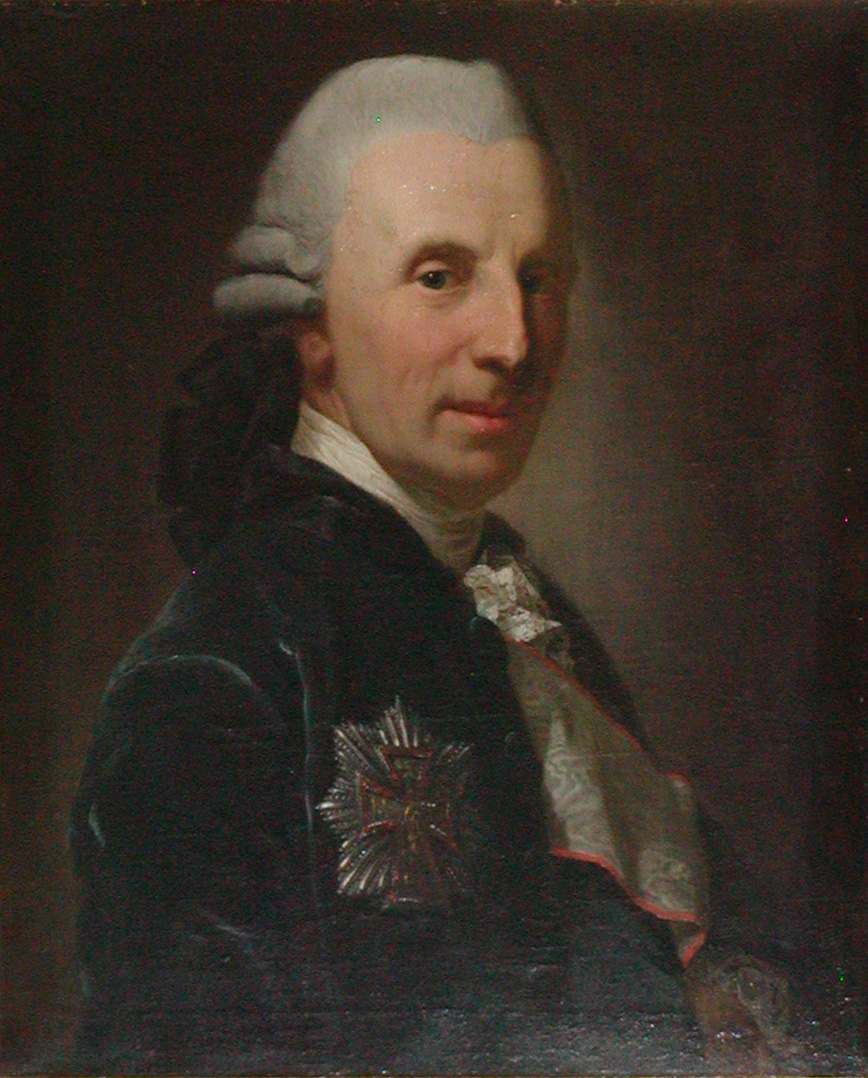
Friedrich Wilhelm von Wedel-Jarlsberg

Friedrich Wilhelm Baron von Wedel-Jarlsberg (dänisch Frederik Vilhelm baron Wedel Jarlsberg; * 7. März 1724 in Rendsburg; † 22. Februar 1790 in Kopenhagen) war ein dänischer Statthalter und Schriftsteller.

## Leben
Friedrich Wilhelm von Wedel-Jarlsberg war, nach dem späteren General Friedrich Christian von Wedel-Jarlsberg, der zweite Sohn des Generalmajors Friedrich Anton von Wedel-Jarlsberg (1694–1738) aus dem Adelsgeschlecht Wedel und der Louise Gräfin von Raben.
Nach dem Tode des Vaters wurde er von seinem Vormund nach Halle zur Schule geschickt, danach studierte er in Göttingen. 1741 trat er in den dänischen Militärdienst ein, den er 1753 als Kapitän und Kompagniechef verließ. Zwischen 1753 und 1755 und nochmals zwischen 1759 und 1768 war er Mitglied des obersten dänischen Gerichtshofs. Zwischen 1755 und 1759 fungierte er als Deputierter der Finanzen und zwischen 1758 und 1763 war er Mitkurator des Klosters Vemmetofte in Seeland. 1758 wurde er Kammerherr, 1767 Geheimrat und 1768 Amtmann der beiden schleswigschen Ämter Apenrade und Lügumkloster. Zwischen Anfang 1772 und Ende 1773 war er letzter dänischer Oberlanddrost (Statthalter) der Grafschaften Oldenburg und Delmenhorst vor der Begründung des Herzogtums Oldenburg im Jahre 1774.
Später lebte er auf dem 1779 erworbenen Gut Ravnstrup auf Seeland. Er beschäftigte sich mit Agrarreformen und plädierte für Flurbereinigungen und neue Anbauformen. Er kämpfte gegen die Aufhebung der Schollenbindung, die 1788 in Dänemark durchgeführt wurde, und betrieb historische Studien. 1763 erhielt er unter der persönlichen Devise „Fiducia in Deum neminem unquam fefellit“ den Dannebrogorden und 1783 den Elefanten-Orden. Seit 1778 war er Ehrenmitglied der Königlich Dänischen Akademie der Wissenschaften.
Wedel war seit 1748 mit Charlotte Amalie von Bülow (1719–1780) verheiratet, einer Tochter des dänischen Majors Friedrich von Bülow und der Anna Salome Westring. Seine Frau war zuvor Hofdame der dänischen Prinzessin Charlotte Amalia gewesen. Wedel hatte fünf Kinder, darunter die mit dem russischen Diplomaten Johann von Mestmacher verheiratete Tochter Juliana.

## Schriften (Auswahl)
- Empfindungen bey dem Tode des Königes. Kopenhagen 1766.
- Entwurf der bürgerlichen Gesetze der Juden, nach Anleitung der Heiligen Schrift. Leipzig 1769.
- Ein Traum bey dem Tode des Herrn Professor Gellert. Kopenhagen 1770.
- Chronologisch-historische Tabelle der älteren und neueren Geschichte. Kopenhagen 1780.
- Abhandlung über die ältere scandinavische Geschichte von Cimbern und Gothen. Kopenhagen 1781.
- Vejledning til rigtige Begreb om de danske Jordgodsers Indretning i Hovedgaarde og underliggende Hovningsboender. Kopenhagen 1782.
- An das Ehre und Redlichkeit schützende so schätzbare Publicum. Kopenhagen 1783
- Versuch der genauesten Übereinstimmung der biblischen Zeitrechnung mit der Profangeschichte. Kopenhagen 1786.